# Lucio Valerio Potito
Lucio Valerio Potito  fue cónsul en el año 483 a. C., con Marco Fabio Vibulano y en el año 470 a. C., con Tiberio Emilio Mamerco.
Lucio Valerio Potito, fundador de la familia, era pariente del célebre Publio Valerio Publícola, pero es asunto de controversia si era su hermano o su sobrino. Dionisio de Halicarnaso, si bien es cierto, lo menciona como su hermano, en otros lugares de su obra habla de él como el hijo de Marco, mientras que sabemos que el padre de Publícola se llamaba Voluso.
Si Potito era hijo de Marco, probablemente era el hijo de Marco Valerio Voluso, quien fue cónsul en 505 a. C., cuatro años después de que los reyes fueran expulsados. Además, debido a que Potito fue cónsul por segunda vez en 470 a. C., es decir, treinta y nueve años después de la expulsión de los reyes, es mucho más probable que él fuera un sobrino del hombre que tomó un papel preponderante en los acontecimientos de la época. Se puede, pues, concluir con algún grado de certeza que era el sobrino de Publícola.
Potito es mencionado por primera vez en 485 a. C., año en el que fue uno de los cuestores parricidii y, junto con su colega, Céson Fabio Vibulano, acusó a Espurio Casio ante el pueblo.
Fue cónsul en 483 a. C. con Marco Fabio Vibulano  y de nuevo en 470 a. C. con Tiberio Emilio Mamerco. En este último año marchó contra los ecuos y, como el enemigo no salió a enfrentarse a campo abierto, procedió a atacar su campamento. Sin embargo, una tormenta, supuestamente indicadora de la voluntad divina, le impidió concluir esta acción.